# Hecalapona hetela
Hecalapona hetela är en insektsart som beskrevs av Delong och Freytag 1975. Hecalapona hetela ingår i släktet Hecalapona och familjen dvärgstritar. Inga underarter finns listade i Catalogue of Life.